# Borudżerd
Borudżerd (perski: بروجرد, daw. Chomursi) – miasto w zachodnim Iranie, w ostanie Lorestan, w dolinie rzeki Dez.
W 2011 miejscowość liczyła 240 654 mieszkańców. Dla porównania, w 2006 było ich 229 541, w 1996 – 217 804, a w 1966 – około 72 tys. Rozwinięty przemysł cukrowniczy, włókienniczy, metalurgiczny.